# دیوید سیمن
دیوید سیمن (David Seaman) دروازه‌بانِ پیشینِ تیمِ ملّیِ فوتبالِ انگلیس است.
سیمن عمده افتخارات دوران ورزشی خود را همراه باشگاه آرسنال کسب کرد. به عبارت دیگر طرفداران هایبوری هر یکشنبه منتظر درخشش و رهبری تیمشان توسط این مرد بلندقد بودند. کسب عناوین قهرمانی انگلستان در سال‌های ۱۹۸۹ و ۱۹۹۱ و کسب دو جام لیگ برتر در سال‌های ۱۹۹۸ و به همراه آرسنال همواره بر یاد و خاطره علاقه‌مندان و طرفداران توپچی‌ها باقی خواهد ماند. اما دیوید سیمن از دو حضور در جام‌های جهانی به سال‌های ۱۹۹۸ فرانسه و ۲۰۰۲ کره و ژاپن نتوانست به افتخاری همراه با تیم ملی کشورش دست یابد به خصوص در جام جهانی ۲۰۰۲ و در مرحله یک چهارم نهایی مسابقات در بازی حساس و تعیین‌کننده در برابر برزیل با اشتباه در جایگیری، یک گل بادآورده را تقدیم طلایی‌پوشان و البته رونالدینیو کرد که تا مدت‌ها نقل محافل فوتبالی جزیره بود.او در اواخر بازی خود در لیگ ایسلند بازی کرد.